# Nancy Hartsock
Nancy Hartsock, född 1943 i Ogden, Utah, död 19 mars 2015 i Seattle, var en amerikansk feminist och filosof. 

## Biografi
Hartsock studerade vid University of Chicago och engagerade sig där i medborgarrättsrörelsen The Woodlawn Organization, grundad av Saul Alinsky. Hon var aktiv för de svartas sak och stödde Martin Luther King. År 1972 avlade hon doktorsexamen i statsvetenskap vid University of Chicago.
Hartsock fördjupade sig särskilt i feministisk epistemologi och ståndpunktsepistemologi. År 1983 publicerade hon artikeln "The Feminist Standpoint", i vilken hon söker etablera en feministisk historisk materialism. Hon inlemmade även psykoanalytikern Melanie Kleins teorier i sin forskning.
Under sin akademiska karriär föreläste Hartsock vid University of Michigan, Johns Hopkins University och University of Washington.